# Music For Life 2011

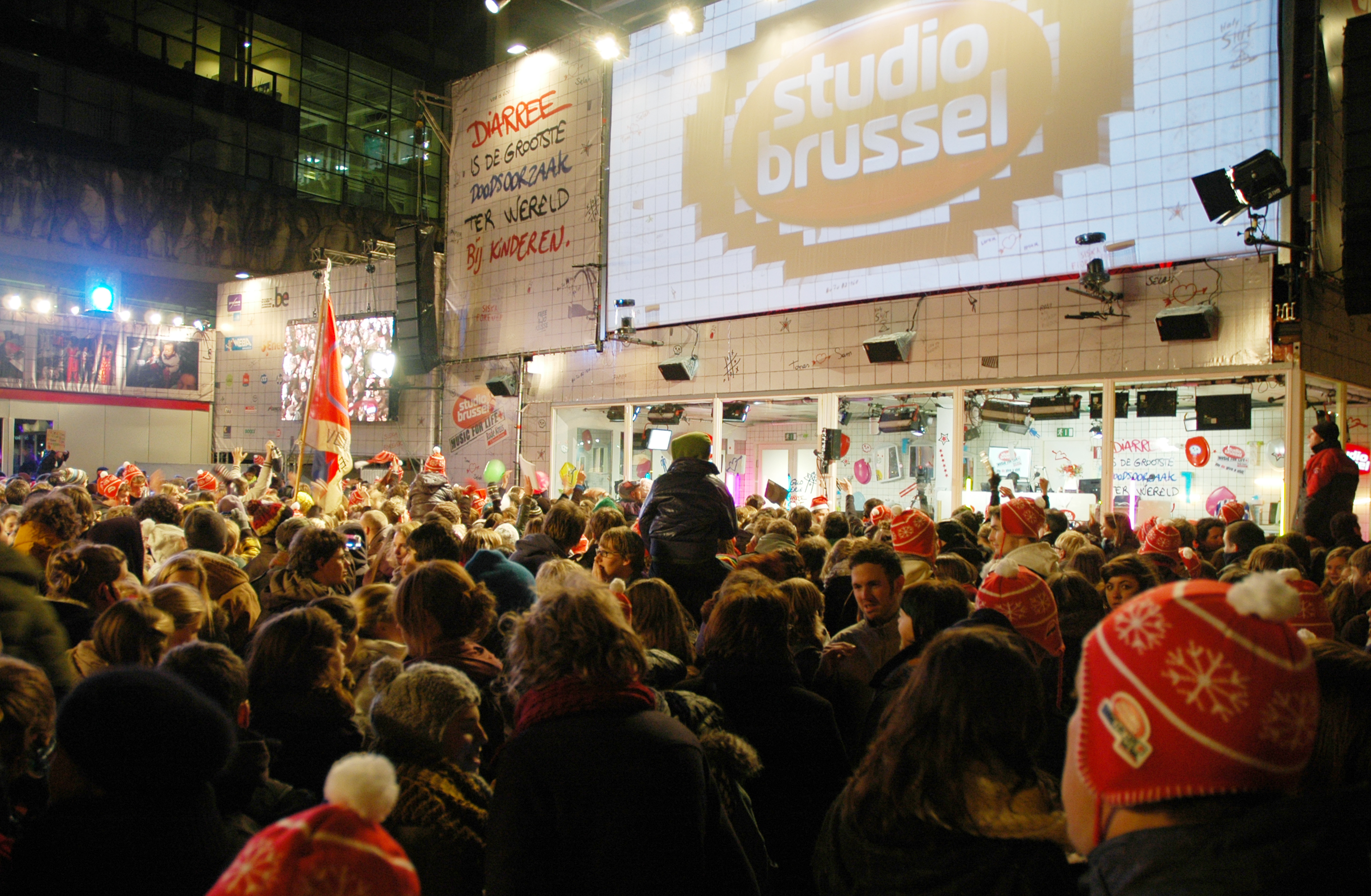
Het Glazen Huis op het Woodrow Wilsonplein in Gent

Music For Life 2011 is een bekende Vlaamse benefiet die doorging in december 2011. Music For Life is een jaarlijkse inzamelactie van Studio Brussel ten voordele van Rode Kruis-Vlaanderen, ontstaan uit Serious Request.
Op 11 september 2011 liet de televisiezender Eén weten dat de zesde en laatste editie van Music For Life doorgaat van 17 tot 23 december 2011.
Het Glazen Huis stond tijdens deze editie telkens twee dagen op een van de vorige locaties: eerst twee dagen op het Martelarenplein in Leuven, vervolgens op het Woodrow Wilsonplein in Gent, om de laatste twee dagen te eindigen op de Groenplaats in Antwerpen. Op 28 november werd aanvullend vrijgegeven dat Tomas De Soete, Siska Schoeters en Sam De Bruyn zich in het glazen huis laten opsluiten voor de presentatie. Voor de eerste verplaatsing, op 19 december van Leuven naar Gent, was Otto-Jan Ham verantwoordelijk. Met een bestelwagen die eerst door vrijwilligers van Hasselt naar Leuven getrokken moest worden, werden de presentators dan naar de volgende locatie overgebracht. Linde Merckpoel was verantwoordelijk voor de tweede verplaatsing op 21 december van Gent naar Antwerpen met een bestelwagen die op soortgelijke wijze eerst van Kortrijk naar Gent getrokken moest worden.
Het themanummer van Music For Life 2011 was een cover van "Zanna", een nummer uit 1984 van Luc Van Acker en Anna Domino, geïnterpreteerd door Selah Sue, Tom Barman en Jeroen De Pessemier van The Subs. Luc Van Acker stond zijn auteursrechten op de remake van het nummer af aan Music For Life.
Net als bij de vorige edities, wordt er ook dit jaar gekozen voor een stille ramp, namelijk diarree. Dit thema wordt specifiek aangepakt met een project in Nepal. Het motto van de actie luidt "We do give a shit".
De opbrengst van deze actie gaat opnieuw naar het Rode Kruis-Vlaanderen, om zo hun programma's te steunen zoals het zorgen voor drinkbaar water en hygiënepromotie.
De totale opbrengst bedroeg op vrijdag 23 december 2011 7.142.716 euro, een recordbedrag.

## Veilingen
| Omschrijving                                                                  | Bedrag          |
| ----------------------------------------------------------------------------- | --------------- |
| De Hond van Man bijt hond                                                     | 12.000,00 euro  |
| Bart De Wever geeft geschiedenisles                                           | 10.300,00 euro  |
| Platina plaat Coldplay                                                        | 8.700,00 euro   |
| De gitaar van Triggerfinger                                                   | 7.900,00 euro   |
| Bart De Pauw en Tom Lenaerts op bezoek                                        | 5.100,00 euro   |
| Gouden plaats dEUS                                                            | 4.751,00 euro   |
| Een unieke wafelenbak met Piet Huysentruyt                                    | 4.550,00 euro   |
| Uniek exemplaar van de hoes van Das Pop : The Game                            | 4.250,00 euro   |
| Een feestje met Christophe Lambrecht en Peter Van de Veire                    | 4.000,00 euro   |
| Gesigneerde truitjes Andy Schleck en Fränk Schleck                            | 3.900,00 euro   |
| Schilderij door Patrick Janssens                                              | 3.850,00 euro   |
| Gesigneerde lyrics en partituren Smith & Burrows+ Meet en greet met Tom Smith | 3.550,00 euro   |
| Mobiele oplossing van Den Draad uit In de gloria                              | 3.550,00 euro   |
| Figureer in de Wouter Beke-strip                                              | 3.300,00 euro   |
| Gouden plaat Elbow                                                            | 2.800,00 euro   |
| Gesigneerde Belgische Kampioenen-trui van Philippe Gilbert                    | 2.550,00 euro   |
| Achtergronddoek K's Choice                                                    | 2.081,00 euro   |
| Het decor van de glazen show - Glo-ball                                       | 2.020,00 euro   |
| Gouden plaat Birdy                                                            | 1.980,00 euro   |
| Een dag in het spoor van Daniel Termont                                       | 1.800,00 euro   |
| Het decor van de glazen show - barkrukken lot 1                               | 1.700,00 euro   |
| Een authentieke hoed van Bobbejaan Schoepen                                   | 1.680,00 euro   |
| De lakens uit The Loft: de Amerikaanse remake van Loft                        | 1.300,00 euro   |
| Een dagje in Namen met Christophe Deborsu en zijn Groot Dictee 2011 pakket    | 1.270,00 euro   |
| Het decor van de glazen show - barkrukken lot 2                               | 1.192,21 euro   |
| Training met Bob Peeters                                                      | 1.118,00 euro   |
| De kappersjas van Meneer Spaghetti van Samson gesigneerd door alle acteurs    | 1.070,00 euro   |
| Bikini van Tanja Dexters uit Expeditie Robinson                               | 980,00 euro     |
| Boerka van Rudi Vranckx                                                       | 840,00 euro     |
| Schoenen van Imelda Marcos                                                    | 792,00 euro     |
| Cavalli jurk Lesley-Ann Poppe                                                 | 716,00 euro     |
| Kabinetkunst                                                                  | 716,00 euro     |
| Luipaardschoenen van An Lemmens                                               | 710,00 euro     |
| De scheidsrechteruitrusting van topscheidsrechter Frank De Bleeckere          | 631,00 euro     |
| Philippe Geubels bakt                                                         | 620,00 euro     |
| Het verrassingspakket van Herman De Croo                                      | 600,00 euro     |
| De democassette van De Mens                                                   | 565,00 euro     |
| De spikes van Svetlana Bolshakova                                             | 551,00 euro     |
| De pitteleer van Helmut Lotti                                                 | 405,00 euro     |
| Broek van Sylvain Aertbeliën                                                  | 355,00 euro     |
| Het masker van den Jimmy in De Ronde                                          | 255,00 euro     |
| Zwembroek Elio Di Rupo, Bart De Wever en Wouter Beke                          | 152,50 euro     |
| Eindtotaal                                                                    | 110.850,71 euro |

## Giften

### Regeringen en steden
De Vlaamse regering gaf uit naam van minister-president van Kris Peeters een cheque van 300.000,00 euro.
Op de slotavond kwam de voormalige premier van België, Elio Di Rupo, de laatste plaat aankondigen voor een bedrag van 1 miljoen euro. Het betrof het nummer Thank You for the Music van Abba.
| Gaststad  | Bedrag         |
| --------- | -------------- |
| Leuven    | 18.000,00 euro |
| Gent      | 25.000,00 euro |
| Antwerpen | 35.000,00 euro |

### Andere opvallende giften
| Donor                                       | Bedrag          |
| ------------------------------------------- | --------------- |
| Gemeenschapsonderwijs                       | 199.768,84 euro |
| Haven van Antwerpen                         | 110.500,00 euro |
| X2O                                         | 80.000,00 euro  |
| Selexion & HP                               | 53.000,00 euro  |
| People4 (medewerkers van Dexia Bank België) | 52.000,00 euro  |
| Nationale Loterij                           | 50.000,00 euro  |
| Telenet                                     | 50.000,00 euro  |
| Universiteit Antwerpen                      | 46.666,66 euro  |
| UZA                                         | 35.000,00 euro  |
| Belgacom en Proximus                        | 30.000,00 euro  |
| Movie for life Kinepolis                    | 28.000,00 euro  |
| ING (De Grote Buikloop)                     | 25.000,00 euro  |
| Umicore                                     | 25.000,00 euro  |
| Universiteit Gent                           | 25.000,00 euro  |
| Klara                                       | 23.596,00 euro  |
| Sint-Maarteninstituut Aalst                 | 22.000,00 euro  |
| Voor de show-crew                           | 17.599,40 euro  |
| Blokken for life                            | 15.000,00 euro  |
| VRT                                         | 13.860,98 euro  |
| Bierfiets for Life                          | 8.800,00 euro   |

## Dakconcerten

### Leuven
| Datum                | Artiest              |
| -------------------- | -------------------- |
| za 17 december 20:15 | Elbow                |
| za 17 december 22:30 | Netsky met Lady Linn |
| zo 18 december 12:30 | Emeli Sandé          |
| zo 18 december 17:05 | Admiral Freebee      |
| zo 18 december 22:05 | Milk Inc.            |
| ma 19 december 12:10 | Snow Patrol          |
| ma 19 december 17:05 | Selah Sue            |

### Gent
| Datum                | Artiest                              |
| -------------------- | ------------------------------------ |
| ma 19 december 20:30 | Gabriel Rios                         |
| ma 19 december 22:50 | The Subs met Selah Sue en Tom Barman |
| di 20 december 16:45 | Ketnet met Bart Peeters              |
| di 20 december 20:30 | Kandidaten The Voice van Vlaanderen  |
| di 20 december 22:50 | Das Pop                              |
| wo 21 december 15:30 | Kandidaten Junior Eurosong 2011      |
| wo 21 december 17:00 | Flip Kowlier                         |

### Antwerpen
| Datum                | Artiest                        |
| -------------------- | ------------------------------ |
| wo 21 december 20:15 | Arsenal                        |
| wo 21 december 22:50 | Smith & Burrows met Agnes Obel |
| do 22 december 17:00 | School is Cool                 |
| do 22 december 20:30 | The Black Box Revelation       |
| do 22 december 22:45 | DAAN                           |
| vr 23 december 16:20 | DJ Fresh                       |
| vr 23 december 20:45 | Milow                          |
| vr 23 december 21:30 | The Kids                       |

## Televisie-uitzendingen
Van maandag 19 tot donderdag 22 december werd De Laatste Show op de Vlaamse televisiezender één een week vervangen door "De glazen show", gepresenteerd door Steven Van Herreweghe en Sofie Lemaire met de hulp van applausmeester Sven De Leijer. Het programma werd rechtstreeks uitgezonden, op maandag en dinsdag van op het Woodrow Wilsonplein in Gent, op woensdag en donderdag van op de Groenplaats in Antwerpen. Op vrijdag presenteerden Van Herreweghe en Lemaire in de vooravond ook "De glazen slotshow" bij de afsluiting van de actie.
De radio-uitzending met gasten en dakconcerten was de hele tijd door te bekijken op de digitale zender één+, en tijdens de daluren eveneens op één. Ook andere televisieprogramma's van de VRT besteedden aandacht aan het benefietevenement. Ben Crabbé speelde die week met telkens twee Bekende Vlamingen Blokken For Life, de reportageprogramma's Koppen en Vranckx hadden die week gerelateerde onderwerpen.

## Trivia
- Bij de start van de actie werd in een presentatie door Roos Van Acker aandacht besteed aan de eerste sleepkilometer van De Glazen Verhuis door het Hasselts schepencollege, met Otto Jan Ham als plaatselijke animator in Hasselt, als uiteraard ook aan het insluiten van de drie presentatoren door de Leuvense burgemeester Louis Tobback. Deze kreeg niet de gelegenheid een liedje aan te vragen, StuBru zelf koos voor "One More Time" van Daft Punk.
- Door een (niet-gerelateerde) staking van de VRT werd Music For Life van 21 december (vanaf 21u) tot 22 december (19u) integraal uitgezonden op alle openbare radio- en televisienetten.
- Tijdens Music For Life was er dit jaar een Nepalese muts te koop, zowel aan het Glazen Huis zelf als bij de Glazen Verhuis-events in Hasselt en Kortrijk. Deze waren een zodanig groot succes dat ze al uitverkocht waren nog voor Music For Life in Antwerpen aankwam.

## Laatste editie
Music For Life 2011 was de laatste editie in de bestaande vorm. De netmanager van Studio Brussel, Jan Van Biesen, kondigde aan dat samen met de openbare omroep in 2012 een nieuw concept zal gelanceerd worden.